# Ослон, Михаил Владимирович
Михаил Владимирович Ослон (5 августа 1979, Тула) — лингвист, исследователь, специалист в области цыганского языка и балто-славянской акцентологии. Хабилитированный доктор, сотрудник Института польского языка ПАН. Автор грамматики кэлдэрарского диалекта — самого большого и полного на сегодняшний день описания цыганского языка, а также нескольких десятков научных статей и языковых карт. Один из редакторов Энциклопедии славянских языков и языкознания (ESLL, изд-во «Brill», глав. ред. Марк Л. Гринберг).

## Биография
Михаил Ослон родился в Туле, в подростковом возрасте переехал в Торонто, где получил высшее образование в Торонтском университете. В 2009 году он защитил диссертацию «Акцентная система языка Ю. Крижанича» (научный руководитель — акад. В. А. Дыбо, оппоненты: акад. А. А. Зализняк и И. Б. Иткин) и получил степень кандидата филологических наук в Российском государственном гуманитарном университете. С 2009 по 2013 работал в Институте славяноведения РАН. В 2013 году переехал во Львов, где занимался изучением цыганских диалектов на территории Украины. Во время своего пребывания в Украине он создал единственный на данный момент онлайн-ресурс, посвященный исследованию цыганских диалектов в Украине — Rromanes. В 2020 году Михаил переехал в Краков и получил степень хабилитированного доктора в Институте польского языка ПАН, где и работает научным сотрудником. Кроме того, вместе с К. А. Кожановым работает над созданием первого полного этимологического словаря цыганского языка.
Научные интересы Михаила Ослона включают исследования славянских и балтийских языков, цыганских диалектов, в частности кэлдэрарского, а также этимологию, акцентологию и индологию.

## Отзывы
Кшиштоф Строньски: «Работа д-ра Ослона [Язык котляров-молдовая…] — выдающаяся, уникальная в мировом масштабе монография. Помимо описательного аспекта, особо следует отметить её документальную ценность. Монография представляет собой весьма значительный вклад в развитие описательной и документальной лингвистики и должна быть переведена на английский язык и опубликована в издательстве, гарантирующем её вход в мировой оборот…».
Аксел Холвут: Особо следует отметить статью […] «Отражение древнеиндийского среднего рода в цыганском», в которой автор показывает, что двоякая форма множественного числа существительных мужского рода — с нулевым окончанием или с окончанием -а — это продолжение старого противопоставления родов, утраченного в ряде индийских языков. […Ц]ыганский язык утратил средний род, но сохранил его след в чисто формальном различении окончаний множественного числа. Это, очевидно, важное открытие".
Заведующий научной лабораторией языковой политики и изучения меньшинств Университета имени Адaма Mицкевича в Познани Томаш Вихеркевич назвал описание Ослоном кэлдэрарского диалекта «полным и образцовым». По его мнению эта работа может стать «эталоном для грамматического описания той или иной языковой разновидности, например, при преподавании лингвистики». Главной проблемой этой монографии по мнению Вихеркевича является русский язык издания.
Фредерик Кортландт считает, что публикация Ослона о распределении дифтонгов ei ~ ie в литовском языке представляет собой «пример подвохов некритичного применения метода приписки доминантностных схем последовательностям морфем и их экстраполяции без учёта фонетического и аналогического развития, породившего последующие акцентуационные системы, и их относительной хронологии».
Виктор Элшик: […] отличная, хорошо научно проработанная, написанная и выстроенная грамматика […;] множество тем, особенно синтаксических, не было прежде описано ни в одной грамматике или узкоспециальном грамматическом изыскании о цыганском. Грамматика […] может многообразно вдохновить исследователей цыганского языка и […] должна бы стать образцом для цыганской грамматикографии.

## Основные труды
Книги
- Ослон М. Язык котляров-молдовая. Грамматика кэлдэрарского диалекта цыганского языка в русскоязычном окружении — Москва: ЯСК, 2018. — 952 с.
- Ослон М., Кожанов К. Этимологический словарь цыганского языка (в работе).

Статьи
- Ослон М. The position of Romani in Indo-Aryan revisited // Romani Studies 5, Vol. 35, No. 1 (2025). С. 1-32.
- Ослон М. Ещё к вопросу о происхождении литовских инессива и иллатива // Славянское и балканское языкознание. Вып. 23. Балто-славянская компаративистика. Акцентология. Дальнее родство языков. Памяти Владимира Антоновича Дыбо. Отв. ред. С. Л. Николаев. М.: 2023.
- Ослон М. Ещё один довод в пользу восходящего контура праславянского старого акута // Jezikoslovni zapiski, 27 (2021), 1. С. 203—211.
- Mikhail Oslon. Über den Silbenakzent in Juraj Križanićs Dialekt // Slověne. 2012. № 2. С. 66-80.
- Ослон М. К описанию ударения старых полонизмов в украинском языке // Памяти В. М. Иллич-Свитыча: материалы круглого стола. М.: Институт славяноведения РАН, 2017.
- Ослон М. Отражение южнославянского *r в заимствованиях из старорумынского в цыганский. // Вопросы языкового родства / Journal of Language Relationship, 16/1 (2018).
- Mikhail Oslon. Reconstruction of Proto-Romani demonstratives // Romani Studies 5, Vol. 32, No. 2 (2022). С. 151-84.
- Ослон М. Распределение дифтонгов ei ~ ie в литовском языке // Baltistica VII priedas 2011. Proceedings of the 6th International Workshop on Balto-Slavic Accentology / Akten der 6. internationalen Arbeitstagung zur balto-slavischen Akzentologie / Доклады VI Международного семинара по балто-славянской акцентологии / VI Tarptautinio baltų ir slavų kalbų akcentologijos seminaro straipsnių rinkinys, red. Vytautas Rinkevičius, Vilnius, 2011. С. 133—170.
- Ослон М. Отражение древнеиндийского среднего рода в цыганском Journal of Language Relationship 8.1 (2012): 93-102.
- Mikhail Oslon. Jek puśimos la istorijaka fonetikako la kêldêraricko śibaki: le vokalongê źutengi e:ê aj i:î distribucîja (Одне питання історичної фонетики келдерарського діалекту циганської мови: розподіл пар голосних e : ǝ та i: y) // Kirill Kozhanov, Mikhail Oslon, Dieter W. Halwachs (ред.). Das amen godi pala Lev Čerenkov. Romani historija, čhib taj kultura. Graz: GLM, 2017. C. 325—338.
- Ослон М., Капович М. Удлинение гласных в говоре Юрия Крижанича в сопоставлении с чакавскими и кайкавскими данными // Славянское и балканское языкознание: Русистика. Славистика. Компаративистика. Сборник к 64-летию С. Л. Николаева. М.: Институт славяноведения РАН, 2019.
- Ослон М., Глаголева О. Болотов и другие: произношение фамилий в XVIII веке // Культура и быт дворянства в провинциальной России XVIII в. В 4-х тт. Т. 1. Провинциальное дворянство 2-й половины XVIII в. (Орловская и Тульская губернии). Словарь биографий. Под ред. О. Е. Глаголевой, И. Ширле. М.: Политическая энциклопедия, 2021. С. 242—252.
- Ослон М., Болотов С. Правило Лескина-Отрембского-Смочиньского и мнимые исключения из закона де Соссюра // Балто-славянские исследования XX. Москва, 2019. С. 55-91.
- Ослон М. О Неким особинама ромског нагласног система // IWoBA VIII: реферати VIII Међународног скупа о балтословенској акцентологији (Нови Сад 2012). Славистички зборник, нова серија, књига I. Нови Сад, 2014. С. 293—315.